# Шарла (приток Большого Черемшана)
Шарла — река в Республике Татарстан и Самарской области России. Устье находится в 301 км от устья Большого Черемшана по правому берегу. Длина реки составляет 20 километров, площадь водосборного бассейна — 121 км².

## Этимология
Название произошло от тюркского слова шар (болото, проточное болото).

## Данные водного реестра
По данным государственного водного реестра России относится к Нижневолжскому бассейновому округу, водохозяйственный участок реки — Большой Черемшан от истока и до устья. Речной бассейн реки — Волга от верхнего Куйбышевского водохранилища до впадения в Каспий.
Код водного объекта в государственном водном реестре — 11010000412112100004766.